# 삼성 갤럭시 버디 시리즈
삼성 갤럭시 버디 시리즈는 삼성 갤럭시 버디가 출시될 때 나온 시리즈이며 삼성전자가 한국의 이동통신사인 LG U+를 통해 출시하는 스마트폰 브랜드이다. 